# Papuchelifer pustulatus
Papuchelifer pustulatus es una especie de arácnido del orden Pseudoscorpionida de la familia Cheliferidae.

## Distribución geográfica
Se encuentra en Nueva Guinea.